# 木村庄之助 (2代)
2代 木村 庄之助（にだい きむら しょうのすけ、生没年不詳）は、大相撲の立行司。本名は木村喜左衛門。貞享から宝永期にかけて行司として活動した。

## 人物
伝承によれば、木村喜左衛門政明は木瀬太郎太夫助忠の孫で、弟は木村喜平治助忠。津軽越中守の浪人で、貞享から宝永期（1684年 - 1710年）にかけて行司として実在したことは確認される。5代木村庄之助は嫡子とされる。
木村家が文政（1818年 - 1830年）のころに系譜を編纂した際、実質的な初代である4代庄之助に3人の先祖を加上した。この際、木村喜左衛門が「木村庄之助」の代数に入れられ、2代目に据えられた。